# 无外如大
无外如大（日语：無外如大，1223年—1298年），日本镰仓时代佛教徒暨禅师。早年出身待考，在丈夫死后出家为尼。后來成为日本首位创建禅院的女禅师，她广泛地施布临济宗教义，促进其影响与传播。此外她还凭借绘画创作而闻名于世。

## 扩展阅读
- Tisdale, Sallie. Women of the Way: Discovering 2,500 Years of Buddhist Wisdom, HarperOne, 2006. ISBN 978-0-06-059816-7